# Marcia Angell
Marcia Angell ( /ˈeɪndʒəl/; 20 de abril de 1939) es una médica estadounidense, autora y la primera mujer en ocupar el cargo de editora en jefe del New England Journal of Medicine. Actualmente (2012-13) es profesora titular en el Departamento de Salud Global y Medicina Social de la Facultad de Medicina de Harvard en Boston, Massachusetts.

## Biografía
Después de completar sus estudios universitarios en química y matemáticas en la Universidad James Madison en Harrisonburg, Virginia, Angell pasó un año como becaria Fulbright estudiando microbiología en Frankfurt, Alemania. Después de realizar su doctorado en Medicina de la Facultad de Medicina de la Universidad de Boston en 1967, Angell se formó tanto en medicina interna como en patología anatómica y es patóloga certificada por la junta.
Angell es una colaboradora frecuente tanto en revistas médicas como en los medios de comunicación populares sobre una amplia gama de temas, en particular la ética médica, la política de salud, la naturaleza de la evidencia médica, la interfaz de la medicina y la ley, y la atención médica al final de la vida. Su libro Science on Trial: The Clash of Medical Evidence and the Law in the Breast Implant Case (1996) recibió elogios de la crítica. Con Stanley Robbins y, más tarde, Vinay Kumar, fue coautora de las tres primeras ediciones del libro de texto Patología básica. Ha escrito capítulos en varios libros que tratan sobre cuestiones éticas en medicina y atención médica.
Angell es miembro de la Asociación de Médicos Estadounidenses, el Instituto de Medicina de la Academia Nacional de Ciencias, la Sociedad Médica Honorífica Nacional Alpha Omega Alpha y es Máster del Colegio Estadounidense de Médicos. También es miembro del Comité para la Investigación Escéptica y es una crítica abierta de la charlatanería médica y la promoción de la medicina alternativa.

## Cargo en elNew England Journal of Medicine
La Dra. Angell ingresó en el equipo editorial de The New England Journal of Medicine (NEJM) en 1979. Se convirtió en editora ejecutiva en 1988 y se desempeñó como editora en jefe interina desde 1999 hasta junio de 2000. La NEJM es la revista médica de publicación continua más antigua, y una de las más prestigiosas. Angell es la primera mujer en ocupar el cargo de editora en jefe de la revista desde su fundación en 1812.
En 1999, Jerome P. Kassirer, MD, renunció como editor en jefe de NEJM tras una disputa con el editor de la revista, la Sociedad Médica de Massachusetts, sobre el plan de la Sociedad de usar el nombre de la revista para marcar y comercializar otras fuentes de información de atención médica. Angell acordó servir como editora en jefe interina hasta que se eligiera un editor permanente. Llegó a un acuerdo con la sociedad de que el editor en jefe tendría autoridad sobre el uso del nombre y el logotipo de la revista, y que el nombre de la revista no se usaría en otros productos. Angell fue finalista para el puesto permanente de editora en jefe, pero se retiró como candidata y explicó que se retiraba para escribir un libro sobre medicina alternativa. Angell se retiró de la revista en junio de 2000 y fue reemplazada por Jeffrey Drazen, MD

## Posiciones

### Críticas a los conflictos de intereses y sesgos en el establecimiento médico
En su artículo de 2009 "Drug Companies & Doctors: A Story of Corruption", publicado en la revista The New York Review of Books, Angell escribió:

... Existen conflictos de intereses y sesgos similares en prácticamente todos los campos de la medicina, particularmente en aquellos que dependen en gran medida de medicamentos o dispositivos. Simplemente ya no es posible creer gran parte de la investigación clínica que se publica, o confiar en el juicio de médicos de confianza o directrices médicas autorizadas. No me complace esta conclusión, a la que llegué lenta y de mala gana durante mis dos décadas como editora de The New England Journal of Medicine.

### Críticas a la Administración de Alimentos y Medicamentos
Al comentar sobre la Ley de Tarifas para Usuarios de Medicamentos Recetados de 1992, que permitió a la Administración de Alimentos y Medicamentos (FDA) cobrar tarifas a los fabricantes de medicamentos para financiar el nuevo proceso de aprobación de medicamentos, Angell declaró:

Es hora de recuperar a la Administración de Drogas y Alimentos de las compañías farmacéuticas... En efecto, la ley de tarifas de usuario puso a la FDA en la nómina de la industria que regula. El año pasado, las tarifas ascendieron a unos 300 millones de dólares, que las empresas recuperan muchas veces al llevar sus medicamentos al mercado más rápido.

### Críticas al sistema de salud de EE. UU.
Angell ha sido durante mucho tiempo una crítica del sistema de salud de EE. UU. El sistema de salud estadounidense está en una grave crisis, afirmó en un especial de PBS de 2000: "Si nos hubiéramos propuesto diseñar el peor sistema que pudiéramos imaginar, no podríamos haber imaginado uno tan malo como el que tenemos". En la entrevista de PBS, insta a la nación a desechar su fallido sistema de salud y comenzar de nuevo:

Nuestro sistema de atención de la salud se basa en la premisa de que la atención de la salud es una mercancía como las videograbadoras o las computadoras y que debe distribuirse de acuerdo con la capacidad de pago de la misma manera que los bienes de consumo. Eso no es lo que debería ser el cuidado de la salud. El cuidado de la salud es una necesidad; no es una mercancía y debe distribuirse según las necesidades. Si estás muy enfermo, deberías tener mucho. Si no estás enfermo, no deberías tener mucho. Pero esto debe verse como una necesidad personal e individual, no como una mercancía para ser distribuida como otras mercancías del mercado. Ese es un error fundamental en la forma en que este país, y solo este país, ve la atención médica. Y esa ideología de mercado es lo que ha hecho que el sistema de salud sea tan terrible, tan malo en lo que hace.

### Críticas a la industria farmacéutica
Angell es una crítica de la industria farmacéutica. Con Arnold S. Relman, argumenta: "Los pocos medicamentos que son realmente innovadores generalmente se han basado en investigaciones financiadas por los contribuyentes realizados en centros médicos académicos sin fines de lucro o en los Institutos Nacionales de Salud. De hecho, muchos medicamentos que ahora venden las compañías farmacéuticas fueron autorizados por centros médicos académicos o pequeñas empresas de biotecnología". La industria farmacéutica estima que cada nuevo fármaco les cuesta $ 800 millones para desarrollar y llevar al mercado, pero Angell y Relman estiman que el costo para ellos es en realidad más cercano a los $ 100 millones. Angell es el autor de The Truth About the Drug Companies: How They Deceive Us and What to Do About It.
En su artículo de 2004 "The Truth About the Drug Companies", publicado en The New York Review of Books, Angell escribió:

Las ganancias combinadas de las diez compañías farmacéuticas en Fortune 500 ($35,900 millones) fueron mayores que las ganancias de todas las otras 490 empresas juntas ($33,700 millones) [en 2002]... En las últimas dos décadas, la industria farmacéutica se ha movido muy lejos de su elevado propósito original de descubrir y producir nuevos fármacos útiles. Ahora que es principalmente una máquina de marketing para vender medicamentos de dudoso beneficio, esta industria utiliza su riqueza y poder para cooptar a todas las instituciones que puedan interponerse en su camino, incluido el Congreso de los EE. UU., la FDA, los centros médicos académicos y la propia profesión médica. (La mayoría de sus esfuerzos de marketing se centran en influir en los médicos, ya que ellos deben escribir las recetas). Si los medicamentos recetados fueran como bienes de consumo ordinarios, todo esto podría no importar mucho. Pero los medicamentos son diferentes. Las personas dependen de ellos para su salud e incluso para sus vidas. En palabras de la senadora Debbie Stabenow (D-Mich.), “No es como comprar un auto, tenis o mantequilla de maní”. La gente necesita saber que hay algunos controles y equilibrios en esta industria, para que su búsqueda de ganancias no deje de lado todas las demás consideraciones. Pero no hay tales controles y equilibrios.

Richard Friedman, director de la clínica de psicofarmacología del Weill Cornell Medical College y colaborador habitual de las páginas científicas del New York Times, criticó las opiniones de Angell por considerarlas desequilibradas. "La Dra. Angell ahora está haciendo más o menos lo mismo que ha hecho la industria a la que ataca, sólo que al contrario. Pharma ocultó las malas noticias sobre sus medicamentos y promocionó los resultados positivos; La Dra. Angell ignora los datos positivos que entran en conflicto con su preciada teoría e informa los resultados negativos”.

### Puntos de vista sobre la medicina alternativa
Marcia Angell también es crítica de la categorización actual de la medicina alternativa. En un editorial de NEJM de 1998 que escribió con Jerome Kassirer, argumentaron:

Es hora de que la comunidad científica deje de darle un paseo gratis a la medicina alternativa. No puede haber dos tipos de medicina: convencional y alternativa. Sólo existe un medicamento que ha sido probado adecuadamente y un medicamento que no, un medicamento que funciona y un medicamento que puede o no funcionar. Una vez que un tratamiento se ha comprobado rigurosamente, ya no importa que se hubiera considerado alternativo inicialmente. Si se determina que es razonablemente seguro y eficaz, se aceptará.

## Premios y condecoraciones
En 1997, la revista Time nombró a Marcia Angell como una de las 25 estadounidenses más influyentes de ese año.

## Obra
- Basic Pathology 1st edition (1971, Robbins, Stanley Leonard; Angell, Marcia); 2nd ed. (1973, Robbins, S.L.; Angell, M.); 3rd ed. (1981, Robbins, S.L.; Angell, M. Kumar, Vinay)
- Science on Trial: The Clash of Medical Evidence and the Law in the Breast Implant Case. Norton. 1996. ISBN 9780393039733.
- The Truth About the Drug Companies: How They Deceive Us and What to Do About It. Random. 2004. ISBN 9780375508462.